# Roland Köster (Chemiker)
Roland Köster (* 6. August 1924 in Frankfurt am Main; † 12. Juni 2009) war ein deutscher Chemiker, der bedeutende Arbeiten auf dem Gebiet der Kohlechemie, der organischen Verbindungen des Aluminiums und der organischen Verbindungen des Bors geleistet hat.

## Leben

### Familie, Kriegsdienst und Studium
Als Sohn des Kaufmanns Joachim Köster und seiner Ehefrau Liselotte Fraenkel besuchte er ab 1930 die Volksschule in Heidelberg. Im Alter von vier Jahren verlor er seinen Vater, der aus dem Ersten Weltkrieg an einer schweren Erkrankung litt. Seine Mutter ging danach eine Ehe mit dem Staatsanwalt Hans Anschütz ein. Gegen Ende des Jahres 1933 zog er mit seiner Familie nach Offenburg, wo er ab 1934 das humanistische Gymnasium besuchte.
Das Abitur erlangte er im März 1942, um danach zum Reichsarbeitsdienst zu kommen. Ab Januar 1943 diente er in der Wehrmacht, wobei er im September 1944 in britische Gefangenschaft geriet. Im April 1946 wurde er aus der Gefangenschaft entlassen. Danach begann er unmittelbar ein Studium der Chemie an der Universität Heidelberg. Das Vorexamen zum Diplomchemiker bestand er im April 1948, im Juni 1949 die mündliche Hauptprüfung zum Diplomchemiker.

### Diplom und Promotion
Nach Erstellung der Diplomarbeit mit dem Titel Zur Methylierung der Apfelsäure mit Diazomethanlösung bei Otto Theodor Schmidt erlangte er am 12. Februar 1950 das Diplom als Chemiker. Danach nahm er bei Schmidt die Arbeiten zur Promotion mit dem Thema Benzylierungsreaktionen mit Phenyldiazomethan und Benzylchlorid auf. Als Korreferent wirkte Karl Freudenberg mit. Im Juli 1951 konnte er die Prüfung zum Dr. rer. nat. abschließen.

### Arbeit am Max-Planck-Institut für Kohlenforschung
Im Jahre 1952 begann er seine Tätigkeiten bei Karl Ziegler im Max-Planck-Institut für Kohlenforschung in Mülheim an der Ruhr auf dem Gebiet der organischen Verbindungen des Aluminiums (aluminiumorganische Chemie). Ab 1955 begann er eigenständige Forschungen über organische Verbindungen des Bors, womit er Pionierarbeiten auf dem Gebiet der Organobor-Chemie leistete. Auf diesem Sektor erreichte seine Arbeitsgruppe eine weltweite Anerkennung dieser Arbeiten.

### Ernennung zum Professor und Arbeitsgebiete
Im Jahre 1969 erfolgte seine Ernennung zum Wissenschaftlichen Mitglied des Instituts. Im folgenden Jahr wurde er Dozent an der Universität Wien. Die Universität Wien ernannte ihn im Jahre 1978 zum außerordentlichen Professor.
In den folgenden Jahren erfolgten weitere Arbeiten auf den Gebieten der Entwicklung weitergehender Reagenzien zur Hydroborierung, der Dialkylborylerung, der Bor-Aldolchemie, der Chemie der Carborane und der heterogenen Atomverbindungen des Bors. Bis zu seiner Emeritierung im Jahre 1992 war er an mehr als 150 in- und ausländischen Patenten von Erfindungen beteiligt.

## Schriften
- Organobor-Verbindungen (I), Stuttgart 1982
- Organobor-Verbindungen (II), Stuttgart 1983
- Organobor-Verbindungen (III), Stuttgart 1984